# Tipula jedoensis
Tipula jedoensis är en tvåvingeart som beskrevs av Alexander 1933. Tipula jedoensis ingår i släktet Tipula och familjen storharkrankar. Inga underarter finns listade i Catalogue of Life.